# ويلي بيل
ويلي بيل (بالإنجليزية: Willie Bell)‏ (3 سبتمبر 1937 في المملكة المتحدة - 21 مارس 2023) هو مدرب كرة قدم ولاعب كرة قدم بريطاني في مركز الظهير. شارك مع منتخب اسكتلندا لكرة القدم. أما مع النوادي، فقد لعب مع برايتون أند هوف ألبيون وليدز يونايتد وليستر سيتي ونادي كوينز بارك.

## وصلات خارجية
- ويلي بيل على موقع الاتحاد الإسكتلندي (الإنجليزية)
- ويلي بيل على موقع قاعدة بيانات كرة القدم.إي يو (الإنجليزية)